# Hippasa innesi
Hippasa innesi là một loài nhện trong họ Lycosidae.
Loài này thuộc chi Hippasa. Hippasa innesi được Eugène Simon miêu tả năm 1889.